# NGC 3803
NGC 3803 في الفهرس العام الجديد، هي مجرة، تقع في كوكبة الأسد. اكتشفت في 27 مارس 1856 بواسطة ويليام بارسونز.

## روابط خارجية
- NGC 3803 على موقع ويكي سكاي: DSS2, SDSS, GALEX, IRAS, Hydrogen α, X-Ray, Astrophoto, Sky Map, Articles and images